# Сімпсони (сезон 7)
Сьомий сезон мультсеріалу «Сімпсони» розпочався на каналі «Fox» 17 вересня 1995 і закінчився 19 травня 1996 року.

## Список серій
| № серії (загалом) | № серії (в сезоні) | Назва серії | Режисер(и)        | Сценарист(и) | Оригінальна дата показу | Код серії | Глядачів в США (млн) |
| --- | ------------------ | --- | ----------------- | --- | ----------------------- | --------- | -------------------- |
| 129 | 1                  | «Who Shot Mr. Burns? (Part II)» «Хто стріляв у містера Бернса? (Частина II)»                                                                                              | Веслі Арчер       | Білл Оуклі | 17 вересня 1995         | 2F20      | 16.0                 |
| Ведеться розслідування замаху на вбивство містера Бернса. Спочатку підозрюють Смізерса, а потім Гомера Сімпсона… Запрошені зірки: Тіто Пуенте в ролі самого себе |                    | |                   | |                         |           |                      |
| 130 | 2                  | «Radioactive Man» «Радіоактивний» | Сьюзі Діттер      | Джон Шварцвельдер | 24 вересня 1995         | 2F17      | 15.7                 |
| У Спрінґфілд приїжджає знімальна група на зйомки чергової серії популярного серіалу про Радіоактивного. Роль помічника супергероя дістається Мілгаусу, який не в захваті від слави, що звалилася на нього. Запрошені зірки: Міккі Руні в ролі самого себе Примітка: Це перша серія, в якій ескізи, створені вручну, скановані на комп'ютер і там розфарбовані |                    | |                   | |                         |           |                      |
| 131 | 3                  | «Home Sweet Homediddly-Dum-Doodily» «Дім, миленький дім» | Сьюзі Діттер      | Джон Вітті | 1 жовтня 1995           | 3F01      | 14.5                 |
| Гомера і Мардж звинувачують в нездатності забезпечити дітям гідне життя. Барта, Лісу і Меґґі у них тимчасово відбирають і поселяють в будинку Фландерсів. Мардж і Гомер змушені відвідувати школу для батьків, щоб повернути собі своїх дітей. Запрошені зірки: Джоан Кенлі в ролі телефонної операторки |                    | |                   | |                         |           |                      |
| 132 | 4                  | «Bart Sells His Soul» «Барт продає свою душу» | Веслі Арчер       | Грег Деніелс | 8 жовтня 1995           | 3F02      | 14.8                 |
| Барт продає свою душу Мілгаусу за п’ять доларів. Після цього з ним починають відбуватися дивні і неприємні речі… |                    | |                   | |                         |           |                      |
| 133 | 5                  | «Lisa the Vegetarian» «Ліса — вегетеріанка» | Марк Кіркланд     | Девід Коен | 15 жовтня 1995          | 3F03      | 14.6                 |
| Ліса стає переконаною вегетаріанкою і пристрасно бажає, щоб всі її зрозуміли та взяли приклад. Через це у неї з багатьма псуються стосунки, зокрема з Гомером. Запрошені зірки: Філ Хартман в ролі Троя МакКлура, Пол і Лінда Маккартні в ролі самих себе |                    | |                   | |                         |           |                      |
| 134 | 6                  | «Treehouse of Horror VI» «Сімпсони і Гелоуїн VI» | Боб Андерсон      | Джон Шварцвельдер (1 частина) Стів Томпкінс (2 частина) Девід Коен (3 частина)                                                                                            | 29 жовтня 1995          | 3F04      | 19.7                 |
| «Attack of the 50-Foot Eyesores» (укр. «Напад 20-метрових») — Під час бурі, гігантська зовнішня реклама оживає і руйнує Спрінґфілд. «Nightmare on Evergreen Terrace» (укр. «Кошмар на Еверґрін Террас») — Після жахливого нещасного випадку в котельні, завгосп Віллі починає мститись Спрінґфілдцям вбиваючи їхніх дітей у їхніх снах… «Homer3» (укр. «Гомер3») — Намагаючись уникнути зустрічі з Патті і Сельмою під час їх візиту до Сімпсонів, Гомер виявляє третій вимір… Запрошені зірки: Пол Анка в ролі самого себе |                    | |                   | |                         |           |                      |
| 135 | 7                  | «King-Size Homer» «Дуже великий Гомер» | Джим Рірдон       | Ден Гріні | 5 листопада 1995        | 3F05      | 17.0                 |
| Непереборне бажання працювати вдома підштовхує Гомера до того, щоб набрати вагу: тоді його зможуть визнати непрацездатним. Гомер цього добивається, але через його «роботу» вдома роботи може вибухнути АЕС. Запрошені зірки: Джоан Кенлі в ролі телефонної операторки |                    | |                   | |                         |           |                      |
| 136 | 8                  | «Mother Simpson» «Мати Сімпсон» | Девід Сільверман  | Річард Аппель | 19 листопада 1995       | 3F06      | 15.3                 |
| У родину Сімпсонів несподівано повертається мати Гомера, Мона. Барт і Ліса дізнаються, що бабуся переховується вже 25 років. Виявилося, що вона, будучи хіпі, порушила закон і тепер її шукає ФБР… Запрошені зірки: Гленн Клоуз в ролі Мони Сімпсон; Гаррі Морган в ролі Білла Геннона, агента ФБР |                    | |                   | |                         |           |                      |
| 137 | 9                  | «Sideshow Bob’s Last Gleaming» «Останній блиск Другого Номера Боба» | Домінік Полчіно   | Спайк Ферестен | 26 листопада 1995       | 3F08      | 14.2                 |
| Другий Номер Боб втікає з в’язниці, краде атомну бомбу і загрожує підірвати її, якщо Спрінґфілд не заборонить телебачення… Запрошені зірки: Келсі Греммер в ролі Другого Номера Боба, Р. Лі Ермі в ролі полковника Гапаблапа |                    | |                   | |                         |           |                      |
| 138 | 10                 | «The Simpsons 138th Episode Spectacular» «Ювілейна 138-а серія «Сімпсонів»»                                                                                               | Девід Сільверман  | Джон Вітті | 3 грудня 1995           | 3F31      | 16.4                 |
| За допомогою Троя МакКлура ведеться огляд історії «Сімпсонів». Запрошені зірки: Філ Хартман в ролі Троя МакКлура і Лайонела Гуць, Гленн Клоуз в ролі Мони Сімпсон, Базз Олдрін в ролі самого себе |                    | |                   | |                         |           |                      |
| 139 | 11                 | «Marge Be Not Proud» «Мардж не пишається» | Стівен Дін Мур    | Майк Скаллі | 17 грудня 1995          | 3F07      | 16.7                 |
| Після того, як Мардж не купує Барту нову відео гру «Bonestorm» (укр. «Зламані кістки»), Барт краде її з магазину. Однак, детектив крамниці Дон Бродка ловить маленького злодюжку і забороняє Барту там з’являтися. Барт приховує від батьків цю подію. На жаль, Мардж веде свою сім’ю фотографуватися саме до цього магазину. Після того, як Бродка привселюдно, зокрема перед Мардж, виявляє Барта, хлопчику здається, що мама стала менше любити його… Запрошені зірки: Лоуренс Т'єрні в ролі Дона Бродки                 |                    | |                   | |                         |           |                      |
| 140 | 12                 | «Team Homer» «Команда Гомера» | Марк Кіркланд     | Майк Скаллі | 7 січня 1996            | 3F10      | 16.7                 |
| Гомер створює команду з боулінгу, яка швидко стає лідером у місцевому клубі. Бернс виявляє бажання вступити в цю команду і взяти участь у чемпіонаті. Гомер змушений підкоритися, хоча і розуміє, що з таким, як Бернс, багато не виграєш. Тим часом директор Скіннер вводить шкільну уніформу для учнів. Запрошені зірки: Марсія Уоллес в ролі Едни Крабапель |                    | |                   | |                         |           |                      |
| 141 | 13                 | «Two Bad Neighbors» «Двоє поганих сусідів» | Веслі Арчер       | Кен Кілер | 14 січня 1996           | 3F09      | 16.5                 |
| У сім’ї Сімпсонів нові сусіди – це колишній президент США Джордж Буш старший і його дружина Барбара. Чомусь це сусідство Гомеру не до душі, і він з підозрою стежить за ними вдень і вночі. Барт же веселитися у будинку Буша. Доведений до відчаю його витівками Джордж, відловлює шибеника і влаштовує йому гарну прочуханку. Гомер сприймає це як особисту образу і між ним розгорається неабиякий конфлікт. |                    | |                   | |                         |           |                      |
| 142 | 14                 | «Scenes from the Class Struggle in Springfield» «Сцени з класової боротьби у Спрінґфілді»                                                                                 | Сьюзі Діттер      | Дженніфер Криттенден | 4 лютого 1996           | 3F11      | 14.4                 |
| Зустрівши старих знайомих, Мардж разом зі своєю сім’єю запрошена у заміський клуб. Мардж турбується про те, що подумають про неї люди, незважаючи на те, що у Сімпсонів так мало спільного з тими, хто перебуває в цьому клубі… Запрошені зірки: Том Кайт в ролі самого себе |                    | |                   | |                         |           |                      |
| 143 | 15                 | «Bart the Fink» «Барт — донощик» | Джим Рірдон       | Сюжет: Боб Кушель Сценарій: Джон Шварцвельдер | 11 лютого 1996          | 3F12      | 15.0                 |
| Барт ненавмисно став винуватцем фінансового краху улюбленого клоуна Красті. Аби уникнути проблем, клоун імітує свою смерть. Запрошені зірки: Філ Хартман в ролі Троя МакКлура, Боб Ньюгарт в ролі самого себе |                    | |                   | |                         |           |                      |
| 144 | 16                 | «Lisa the Iconoclast» «Ліса — іконоборчиня» | Майк Андерсон     | Джонатан Кольєр | 18 лютого 1996          | 3F13      | 13.4                 |
| Все місто готується до святкування дня міста. Ліса, абсолютно випадково, у бібліотеці знаходить таємне визнання Джебедайя Спрінґфілда. У цьому листі Джебедай – кумир усіх містян – пише, що він був піратом і навіть намагався вбити Джорджа Вашингтона. Музейний працівник запевняє Лісу, що лист – підробка… Запрошені зірки: Дональд Сазерленд в ролі Голліса Герлбата |                    | |                   | |                         |           |                      |
| 145 | 17                 | «Homer the Smithers» «Гомер — Смізерс» | Стівен Дін Мур    | Джон Шварцвельдер | 25 лютого 1996          | 3F14      | 14.1                 |
| Смізерс відправляється у відпустку, а замість себе він залишає найбездарнішого помічника для містера Бернса з усіх можливих – Гомера Сімпсона. Тим самим він сподівається застрахувати себе від появи конкурента, здатного змінити його на цій посаді… |                    | |                   | |                         |           |                      |
| 146 | 18                 | «The Day the Violence Died» «День, коли померло насильство» | Веслі Арчер       | Джон Шварцвельдер | 17 березня 1996         | 3F16      | 14.4                 |
| Барт знаходить справжнього творця «Чуха і Сверблячки». Він виявляється звичайним бомжем. Однак, справедливість відновлюється, але водночас скасовується шоу… Запрошені зірки: Алекс Рокко в ролі Роджера Майєрса молодшого, Кірк Дуглас в ролі Честера Лампвіка, Джек Шелдон в ролі Майбутньої Поправки, Сьюзен Сомерс в ролі самої себе |                    | |                   | |                         |           |                      |
| 147 | 19                 | «A Fish Called Selma» «Рибка на ім’я Сельма» | Марк Кіркланд     | Джек Барт | 24 березня 1996         | 3F15      | 12.9                 |
| Кар’єра Троя МакКлура котиться вниз, після кількох скандалів в пресі. Щоб зберегти кар’єру, його агент пропонує Трою одружитися. Його вибір падає на Сельму Був’є… Запрошені зірки: Філ Хартман в ролі Троя МакКлура і Жирного Тоні; Джефф Голдблюм в ролі МакАртура Паркера, агента Троя |                    | |                   | |                         |           |                      |
| 148 | 20                 | «Bart on the Road» «Барт у дорозі» | Свінтон Скотт III | Річард Аппель | 31 березня 1996         | 3F17      | 11.8                 |
| Барт проводить день на роботі у своїх тіток Патті і Сельми. Хлопчик примудряється зробити фальшиві водійські права. Зібравши компанію, він відправляється у подорож по містах. Дуже скоро вони потрапляють в біду. Барту нічого не залишається, як звернутися до Ліси, яка, тим часом, весело проводить час з Гомером на АЕС. |                    | |                   | |                         |           |                      |
| 149 | 21                 | «22 Short Films About Springfield» «22 короткі фільми про Спрінґфілд» | Джим Рірдон       | Річард Аппель, Девід Коен, Джонатан Кольєр, Дженніфер Криттенден, Грег Деніелс, Брент Форрестер, Рейчел Пулідо, Стів Томпкінс, Білл Оуклі, Джош Вайнштейн і Метт Ґрюйнінґ | 14 квітня 1996          | 3F18      | 10.5                 |
| Калейдоскоп історій з життя жителів Спрінґфілда… Запрошені зірки: Філ Хартман в ролі Лайонела Гуць і голови правління лікарні |                    | |                   | |                         |           |                      |
| 150 | 22                 | «Raging Abe Simpson and His Grumbling Grandson in «The Curse of the Flying Hellfish»» «Розлючений Ейб Сімпсон і його буркотливий онук у фільмі «Прокляття пекельних риб»» | Джефрі Лінч       | Джонатан Кольєр | 28 квітня 1996          | 3F19      | 13.0                 |
| Армійський приятель дідуся Сімпсона вмирає, і секрет старого Ейба викрито: під час Другої світової він воював у таємному підрозділі «Пекельні риби» (англ. «Flying Hellfish»). Тоді їхня команда армійців знайшла безцінні картини і друзі вирішили, що раритети дістануться останньому з їхнього підрозділу. Містер Бернс, який також був членом підрозділу, хоче отримає картини негайно, але Ейб теж має намір зробити все, аби давні скарби дісталися йому.                                                             |                    | |                   | |                         |           |                      |
| 151 | 23                 | «Much Apu About Nothing» «Багато Апу із нічого» | Сьюзі Діттер      | Девід Коен | 5 травня 1996           | 3F20      | 11.3                 |
| Через Гомера у Спрінґфілді розгортається велика кампанія по видворенню нелегальних іммігрантів з міста (зокрема і друга Гомера Апу)… Запрошені зірки: Джо Мантенья в ролі Жирного Тоні |                    | |                   | |                         |           |                      |
| 152 | 24                 | «Homerpalooza» «Гомерпалуза» | Веслі Арчер       | Брент Форрестер | 19 травня 1996          | 3F21      | 12.9                 |
| Випадково, Гомер стає зіркою шоу-бізнесу. Його естрадний номер – стрілянина гарматним ядром по животу – має грандіозний успіх. Однак, незабаром з’ясовується, що Гомер сильно ризикує здоров’ям, продовжуючи виходити на сцену… Запрошені зірки: Cypress Hill, Sonic Youth, The Smashing Pumpkins і Пітер Фремптон в ролі самих себе |                    | |                   | |                         |           |                      |
| 153 | 25                 | «Summer of 4 Ft. 2» «Літо Ліси» | Марк Кіркланд     | Ден Гріні | 19 травня 1996          | 3F22      | 14.7                 |
| Сім’я Сімпсонів відправляється у відпустку на берег океану. Для Ліси це можливість, змінивши свій імідж, постаратися завести собі друзів, яких у неї ніколи не було в Спрінґфілді, де її вважають нудною зубрилкою. Все йде просто чудово, поки в справу не втручається Барт, уражений популярністю сестри… Запрошені зірки: Крістіна Річчі в ролі Ерін |                    | |                   | |                         |           |                      |